# Boston-Marathon 1936
| 40. Boston-Marathon    | 40. Boston-Marathon        |
| ---------------------- | -------------------------- |
| Stadt                  | Boston, Vereinigte Staaten |
| Datum                  | 20. April 1936             |
| Distanz                | 41,1 – 42,2 Kilometer      |
| Sieger                 |                            |
| Männer                 | Ellison Brown (2:33:40 h)  |
| ← Boston-Marathon 1935 | Boston-Marathon 1937 →     |
| Website                | Offizielle Website         |

Der Boston-Marathon 1936 war die 40. Ausgabe der jährlich stattfindenden Laufveranstaltung in Boston, Vereinigte Staaten. Der Marathon fand am 20. April 1936 statt. Die Laufdistanz betrug zwischen 41,1 und 42,2 Kilometer.
Es gewann Ellison Brown in 2:33:40 h.

## Ergebnis
| Platz | Athlet          | Land                   | Zeit (h) |
| ----- | --------------- | ---------------------- | -------- |
| 01    | Ellison Brown   | Vereinigte Staaten     | 2:33:40  |
| 02    | William McMahon | Vereinigte Staaten     | 2:35:27  |
| 03    | Mel Porter      | Vereinigte Staaten     | 2:36:48  |
| 04    | Leo Giard       | Vereinigte Staaten     | 2:37:16  |
| 05    | Johnny Kelley   | Vereinigte Staaten     | 2:38:49  |
| 06    | Alex Burnside   | Kanada                 | 2:39:05  |
| 07    | Earle Collins   | Vereinigte Staaten     | 2:39:49  |
| 08    | Anthony Paskell | Vereinigte Staaten     | 2:40:07  |
| 09    | Vic Callard     | Vereinigtes Königreich | 2:40:25  |
| 10    | James Shaw      | Kanada                 | 2:42:38  |